# Rebecca Knaak
Rebecca Knaak (* 23. Juni 1996 in Adenau) ist eine deutsche Fußballspielerin, die im Alter von 28 Jahren zu ihrem  Debüt in der A-Nationalmannschaft kam.

## Karriere

### Vereine
Bereits im Alter von 15 Jahren erhielt Rebecca Knaak einen Profi-Vertrag beim SC 07 Bad Neuenahr, bei dem sie zuvor in der Jugend aktiv war. Sie spielte einmal für die zweite Mannschaft in der 2. Bundesliga als sie beim Stande von 2:2 im Spiel gegen den 1. FFC Niederkirchen eingewechselt wurde. Ihr Bundesligadebüt gab sie am 28. Oktober 2012 im torlosen Spiel gegen den VfL Sindelfingen mit Einwechslung in der 88. Minute für Rachel Rinast.
Zur Saison 2013/14 unterschrieb Knaak einen Vertrag bei Bayer 04 Leverkusen. Am 16. November 2014 (10. Spieltag) erzielte beim 5:1-Sieg gegen den SC Freiburg mit dem Treffer zur 1:0-Führung ihr erstes Bundesligator. Am 2. März 2017 verkündete Knaak ihren Wechsel zum Ligarivalen SC Freiburg. Ab Januar 2022 spielt Rebecca Knaak für den FC Rosengård in der Damallsvenskan, der höchsten Spielklasse im schwedischen Frauenfußball;  sie unterschrieb einen Vertrag mit einer Laufzeit von drei Jahren.
In ihrer ersten Saison für den FC Rosengård wurde sie mit ihrer Mannschaft Meister und gewann zudem den nationalen Vereinspokal gegen den BK Häcken. Ihr erstes Tor in der erzielte sie beim 2:0-Sieg über den BK Häcken mit der 1:0-Führung. Zum Ende der Spielzeit 2024 gewann Knaak erneut die schwedische Meisterschaft und wurde zur besten Verteidigerin der Liga gewählt.
Am 1. Januar 2025 wurde bekannt, dass Knaak mit sofortiger Wirkung zum britischen Erstligisten Manchester City wechselt. Laut der britischen Zeitung The Guardian wurde Knaak als Ersatzspielerin für Alex Greenwood verpflichtet, die sich im Champions-League-Spiel gegen den SKN St. Pölten im Dezember 2024 eine schwere Knieverletzung zuzog. Ihr Vertrag hat eine Laufzeit von eineinhalb Jahren. Im Ligaspiel gegen Manchester United traf Knaak bei der 2:4-Niederlage zum zwischenzeitlichen 2:3 und erzielte damit ihr erstes Tor in der Women’s Super League.

### Nationalmannschaft
Knaak durchlief seit 2010 die Juniorenauswahlen des DFB. Mit der U-16-Nationalmannschaft nahm sie 2012 am Turnier um den Nordic Cup teil und belegte dort Platz fünf. Im selben Jahr gehörte sie dem Kader für die U-17-Weltmeisterschaft in Aserbaidschan an, wo die Mannschaft im Halbfinale gegen Nordkorea ausschied und Rang vier erreichte. Bei der Weltmeisterschaft erzielte Knaak drei Tore. Am 10. August 2013 gab sie ihr Debüt für die U-19-Nationalmannschaft, mit der sie an der Europameisterschaft in Wales teilnahm und dort das Halbfinale erreichte. Im März 2014 gab sie im Rahmen des „Sechs-Nationen-Turniers“ in La Manga ihr Debüt für die U-20-Nationalmannschaft. Mit dieser nahm sie auch an der vom 5. bis 24. August 2014 in Kanada ausgetragenen U-20-Weltmeisterschaft teil, bestritt alle sechs Turnierspiele, wobei ihr im Viertelfinale gegen den Gastgeber ein Tor gelang, und wurde mit dem 1:0-Sieg n. V. im Finale gegen die Auswahl Nigerias Weltmeisterin. Mit der U-19-Nationalmannschaft nahm sie an der vom 15. bis 27. Juli 2015 in Israel ausgetragenen Europameisterschaft teil, bestritt ebenfalls alle drei Gruppenspiele und das mit 2:4 im Elfmeterschießen gegen die Auswahl Schwedens verlorene Halbfinale.
Im September 2015 wurde sie erstmals in den Kader der A-Nationalmannschaft berufen, nachdem Josephine Henning verletzungsbedingt absagen musste, blieb aber ohne Einsatz. Erst über neun Jahre später wurde sie von Bundestrainer Christian Wück für die UEFA Women’s Nations League 2025 erneut in den Kader der A-Nationalmannschaft aufgenommen.
Ihr Debüt als A-Nationalspielerin gab sie am 21. Februar 2025 in Breda gegen die Nationalmannschaft der Niederlande im ersten Spiel der Gruppe 1 im Wettbewerb der Nations League. Der Bundestrainer berief sie im Juni in den Kader der Nationalmannschaft für die Fußball-Europameisterschaft der Frauen 2025. Knaak stand in allen fünf Spielen in der Startelf, zuletzt in dem in der Verlängerung gegen Weltmeister Spanien verlorenen Halbfinale.

## Erfolge
- Vierter der U17-Weltmeisterschaft 2012
- U20-Weltmeister 2014
- DFB-Pokal-Finalist 2019 (mit dem SC Freiburg)
- DFB-Hallenpokalsieger 2015 (mit Bayer 04 Leverkusen)
- Schwedischer Meister 2022, 2024
- Schwedischer Pokalsieger 2022

## Sonstiges
Knaak war Schülerin am Erich-Klausener-Gymnasium in Adenau. 2015 begann sie ein Psychologiestudium an der Universität zu Köln, das sie 2019 an der Albert-Ludwigs-Universität Freiburg als Bachelor of Science abschloss. Anschließend absolvierte sie ein Studium der Sportwissenschaft an der Uni Freiburg, das sie im März 2022 mit einem Master of Science abschloss.
Knaak ist nicht mit ihrer ehemaligen Leverkusener Mitspielerin Turid Knaak verwandt.